# ميمي جمال
ميمي جمال (21 يونيو 1941 -)، ممثلة مصرية. تعتبر أحد أقدم الفنانات العربيات المستمرات حتى الآن، حيث كانت بدايتها الفنية وهي طفلة بعمر التاسعة والعاشرة من خلال "فيلم المستهترة" وفيلم أقوى من الحب عام 1953، وسنوات عملها السينمائي تجاوزت 70 عاماً، وهي الفنانة الأنثى الأكثر حضوراً في تاريخ السينما والتلفزيون العربي بحصيلة 521 عملاً فنيًا مؤرشف. كما أنها تحتل المرتبة الثانية بعد صبري عبد المنعم في الممثلين الأكثر مشاركة في تاريخ المسرح والسينما والتلفزيون العربي، ومتقدمة بذلك على الفنان حسن حسني ومحمود المليجي.

## عن حياتها
ولدت لأب مصري وأم يونانية وترجح ولادتها بين عامي 1941 و1944. لها العديد من الأعمال في المسرح والسينما والتلفاز، ولقد بدأت العمل في السينما وهي طفلة ثم ظهرت في أدوار صغيرة أشبه بالكومبارس إذ ظهرت في دور البنت لعماد حمدي ومديحة يسرى في فيلم "أقوى من الحب"، وعملت في مسرح الفنانين المتحدين وفي فرق القطاع الخاص كما عملت في مسرح نجم وفي المزيد من المسرحيات وفي التلفاز.

### حياتها الأسرية
تزوجت من الفنان حسن مصطفى في 26 يونيو 1966 وأنجبا ابنتين، هن التوأم نجلاء ونورا، واستمر زواجهما حتى وفاته عام 2015.

## أعمالها

### من المسلسلات
- الونش
- إيجار قديم
- ورا كل باب ج 2
- عائلة الحاج متولي (نور الشريف - ماجدة زكي - غادة عبد الرازق - سمية الخشاب).
- أهلاً بالسكان 1984.
- الباحثة 1979.
- نوسة وبسبوسة.
- الباطنية.
- ساكن قصادي.
- كيد النساء.
- رحلة عذاب 1982.
- الدنيا حلوة.
- بنات في بنات.
- الزوجة الرابعة.
- شارع عبدالعزيز.
- عصابة بابا وماما.
- رحيل مع الشمس
- عائلة حاحا
- العطار والسبع بنات
- العتاولة 2024

### من المسرحيات
- مسرحية نمرة 2 يكسب.
- مسرحية العبيط.
- مسرحية مطرب العواطف.
- مسرحية المشاكس (محمد نجم - محمود القلعاوي).
- مسرحية حمري جمري (صابرين).
- مسرحية عش المجانين. (حسن عابدين - محمد نجم - ليلى علوي - مظهر أبو النجا).
- مسرحية فيما يبدو سرقوا عبدو
- مسرحية دو ري مي فاصوليا (سمير غانم).
- مسرحية الصعايدة وصلوا مع (أحمد بدير - سوسن بدر).
- مسرحية بوابة الحلواني
- مسرحية حافة الهاوية
- مسرحية خمسة خمسة
- مسرحية وكسبنا القضية
- مسرحية كتكوت في المصيدة ( محمد سعد أحمد راتب )
- مسرحية امشي عدل
- مسرحية أنا مين فيهم مع محمود القلعاوي
- مسرحية الحرامية أهم مع سمير غانم وحيد سيف
- مسرحية أصل وخمسة مع محمد نجم وحسن مصطفى وأحمد راتب
- مسرحية رجل مجنون جدا. 1993 مع فؤاد خليل
- مسرحية دربكة همبكة 1998 مع محمد نجم - محمود القلعاوي
- مسرحية وراك وراك مع محمود القلعاوي ومحمود الجندي
- مسرحية وراء كل مجنون امرأة. مع أحمد بدير
- مسرحية افتح المحضر وحيد سيف
- مسرحية مجانين فوق العادة وحيد سيف
- مسرحية بندق بيه.
- مسرحية عائلة عصرية جدا.
- مسرحية ليلة جواز الشغالة
- مسرحية الدبابير مع حسن مصطفى ووحيد سيف
- مسرحية القشاش مع سيد زيان وحيد سيف

### من الأفلام
- أقوى من الحب (1954) (عماد حمدي - مديحة يسري - شادية).
- عاشق الروح (1955).
- بنات بحري (1960).
- زوجة من الشارع (1960).
- قصة ممنوعة (1963)
- آخر شقاوة (1964).
- مطلوب زوجة فورا (1964).
- عدو المرأة (1966) (رشدي أباظة - نادية لطفي - عبد المنعم إبراهيم).
- الراجل ده حيجنني (1967).
- امرأة زوجي (1970) (صلاح ذو الفقار - نيللي - نجلاء فتحي).
- شيء من الحب (1973) (سهير رمزي - عادل إمام - نور الشريف - لبلبة - توفيق الدقن).
- عالم عيال عيال (1976) (رشدي أباظة - سميرة أحمد - سهير رمزي - سمير صبري).
- وعادت الحياة (1976).
- قطة على نار (1977).
- البعض يذهب للمأذون مرتين (1978).
- الأرملة العذراء (1986).
- الأنثى (1986).
- سفاح كرموز (1987).
- الكماشة(1987).
- لصوص لكن ظرفاء (1968).
- لف ودوران (2016).
- ضغط عالي (2019).
- أنا وابن خالتي (2024).

### من الفوازير
- المناسبات

## وصلات خارجية
- ميمي جمال على موقع الدهليز
- ميمي جمال على موقع قاعدة بيانات الأفلام العربية